# Shepherds United Football Club
Shepherds United Football Club é um clube de futebol vanuatuense com sede na capital Porto Vila. Disputa atualmente a primeira divisão nacional.
O clube foi fundado como Lumbukuti F.C. e mudou seu nome para o atual no começo dos anos 1980.

## Títulos
- Fes Divisen: 2009–10
- Independence Cup: 2003
- Port Vila Day Cup: 2003